# Eduard Wolff (Unternehmer, 1855)

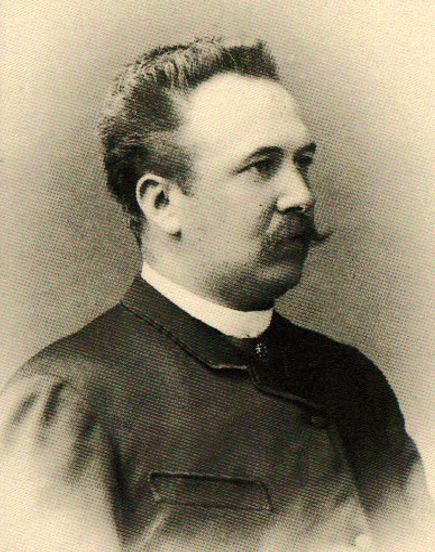
Eduard Wolff (um 1900)

Eduard Wolff (* 1855; † 19. August 1905 in Schötmar) war ein deutscher Kaufmann, Unternehmer und Kommunalpolitiker.

## Leben
Wolff wurde 1855 als erster von zwei Söhnen seiner Eltern Friedrich (1829–1886) und Auguste Wolff (1832–1916), geborene Huth, einer Bäckerstochter aus Salzuflen, geboren.
Ebenso wie später sein Bruder Carl (1859–1897), machte er eine kaufmännische Lehre und trat dann in das Unternehmen F. Wolff & Co. seines Vaters ein. Schötmars ältester Industriebetrieb, eine Zigarrenfabrik mit Tabakhandel, beschäftigte in guten Jahren weit über einhundert Zigarrenmacher, Heimarbeiter, Kinder und Jugendliche, Büroangestellte und Reisende. Ab 1897, nach dem Tod seines Bruders, führte Eduard Wolff den Betrieb alleine weiter und hatte die Vormundschaft für seine drei minderjährigen Nichten übernommen.
Für den Wahlkreis Schötmar-Oerlinghausen gehörte Wolff als Mitglied der Freisinnigen Volkspartei (FVp) von 1896 bis zu seinem Tod dem Lippischen Landtag an, einige Jahre auch als dessen Vizepräsident.
1900 wurde Wolff – Schötmar hatte noch keine Stadtrechte – zum Gemeindevorsteher gewählt.
Eduard Wolff starb nach langer Krankheit am 19. August 1905.

„Schötmar, 19. August. (Eduard Wolff †) Im 50. Jahre seines Lebens verschied heute Morgen nach langen und schwerem Leiden unser Ortsvorsteher Herr Fabrikant Eduard Wolff. Weit über den Kreis unserer Ortsgemeinde hinaus wird die Nachricht von seinem Tode schmerzliche Teilnahme erwecken. Was Wolff unserem Gemeinwesen war, mit welch unermüdlicher Hingebung er seine Kräfte bis zu ihrem Versagen in den Dienst desselben stellte, das wissen nur die zu beurteilen, welche mit ihm als Ortsvorsteher zu tun hatten und mit ihm für die Weiterentwicklung unseres Ortes strebten. Den Erfolg seiner Bemühungen sahen auch Fernerstehende. Schwer, sehr schwer wird es haben für den Verstorbenen einen vollwertigen Ersatz zu finden. – Als Vertreter der zweiten Klasse des Wahlkreises Schötmar=Oerlinghausen wirkte Wolff auch mit großem Geschick im Landtage, seine durch und durch feinsinnige Weltanschauung hinderte ihn nicht, auch die landwirtschaftlichen Interessen  seines Wahlkreises zu vertreten, wenn dieselben seiner Ansicht nach gefährdet waren. – Obwohl Wolff das düstere Geschick kannte, das über ihm schwebte, sah er ihm mit jener abgeklärten Ruhe des vollreifen Mannes entgegen, dessen ganzes, an Liebe so reiches Herz seiner Mutter und den verwaisten Kindern seines Bruders gehörte. Mit ihm sinkt ein vornehmer Mensch ins Grab, vornehm in Gesinnung und Charakter: „Nehmt Alles nur in Allem, er war ein Mann treu und gerecht.““

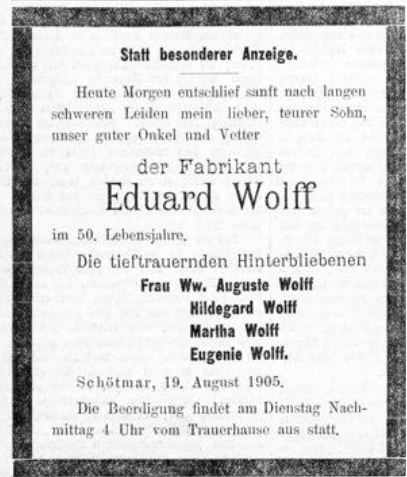
Traueranzeige der Familie
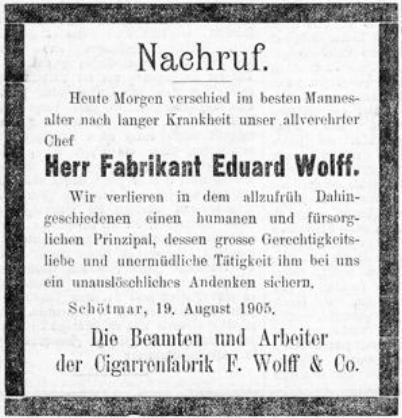
Nachruf der Belegschaft
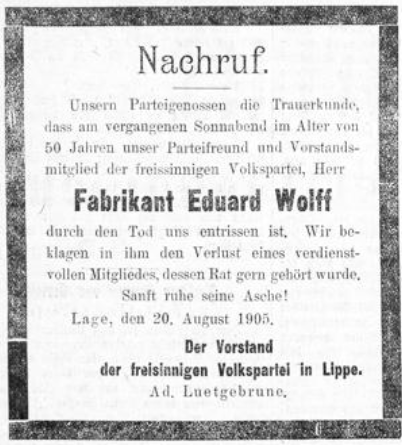
Nachruf der Freisinnigen Volkspartei

Die Grabstätte der Familie Wolff befindet sich heute auf dem Funeke-Friedhof an der Lemgoer Straße.

## Ehrungen
Wolff zu Ehren wurde die ehemalige Schötmarer Bahnhofstraße in den 1930er Jahren in Eduard-Wolff-Straße umbenannt.